# La desaparición de Stephanie Mailer
La desaparición de Stephanie Mailer es un libro del escritor suizo Joël Dicker en 2018 y distribuido por la editorial Alfaguara. 
Se trata de un thriller que transcurre en un pueblo costero del Estado de Nueva York, en dos tiempos: 2014 y 1994.

## Resumen
La noche del 30 de julio de 1994, la apacible población de Orphea, en la región de los Hamptons, asiste a la gran apertura del festival de teatro. Pero el alcalde se retrasa... Mientras tanto, un hombre recorre las calles vacías buscando a su mujer, hasta hallar su cadáver ante la casa del alcalde. Dentro, toda la familia ha sido asesinada.
Jesse Rosenberg y Derek Scott, dos jóvenes y brillantes policías de Nueva York, resuelven el caso. Pero veinte años más tarde, en la ceremonia de despedida de la policía a Rosenberg, la periodista Stephanie Mailer lo afronta: asegura que Dereck y Jesse se equivocaron de asesino a pesar de que la prueba estaba delante de sus ojos, y afirma poseer información clave. Días después, desaparece.
Así se inicia este colosal thriller, que avanza en el pasado y el presente a ritmo vertiginoso, sumando tramas, personajes, sorpresas y vueltas de tuerca, sacudiendo y precipitando al lector sin freno posible hacia el inesperado e inolvidable desenlace.
La versión en español es traducción de María Teresa Gallego Urrutia y Amaya García Gallego, consta de 656 páginas y está distribuido por la editorial Alfaguara.